# 헤레로인

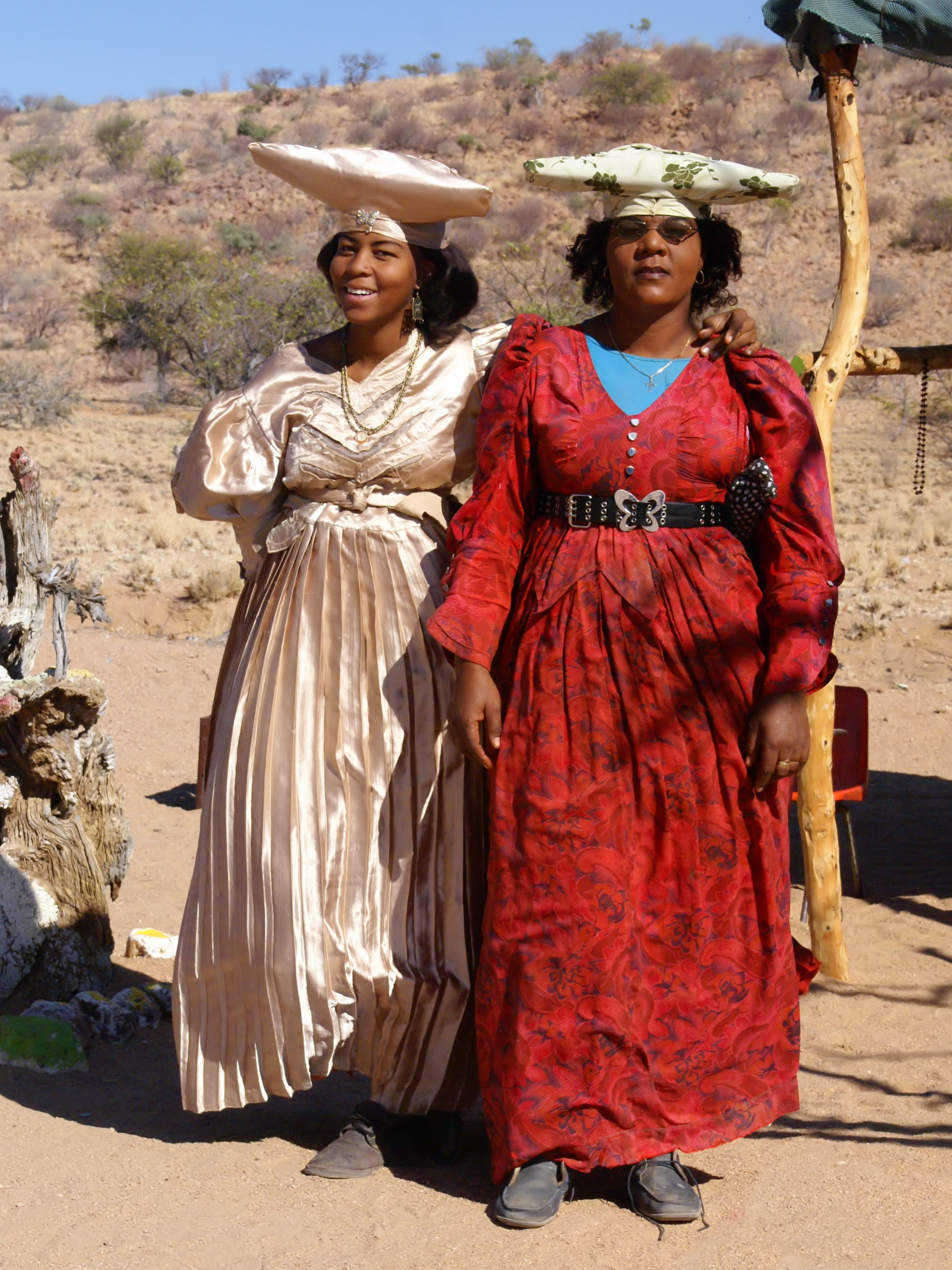
전통 의상을 입은 헤레로족 여인들

헤레로인은 남아프리카의 나미비아와 주변 지역에 걸쳐 사는 반투계 토착민이다. 2013년 기준 나미비아에 약 25만 명의 헤레로인이 사는 것으로 추산된다. 반투어의 일종인 헤레로어를 쓴다.

## 반란과 집단학살

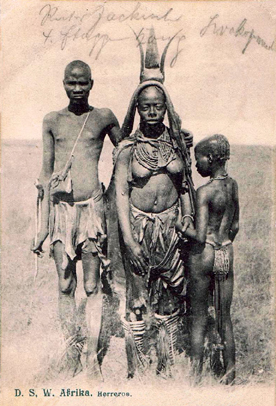
19세기 말에 촬영된 헤레로인

1900년경 아프리카 국가들은 유럽의 식민지가 되어 토착민들은 토지를 빼앗긴채 복종을 강요받았다. 그 중 독일 제국의 식민지이던 독일령 남서아프리카의 헤레로족과 나마족은 독일 이주민에게 모든 것을 빼앗기자 매우 분노하였고, 1904년 이 불만이 결국 폭력으로 터져나와 헨드릭 위트부이 족장이 이끄는 반란 세력에 의해 123명의 독일 이주민이 사망하는 워터버그 사건이 일어났다.
이에 총독 테오도르 폰 로이트바인과 로타르 폰 트로타가 지휘하는 독일군 1만 4000명이 헤레로족을 겨우 진압했다. 그 후 식민정부는 5000여 명의 헤레로족을 사막으로 강제 추방시켜 죽음으로 몰아넣게 되었다. 살아남은 헤레로족들도 독일 감독관의 감시를 받으며 노예에 가까운 노동자로 살아갔고, 인식표를 달고 다녀야만 했다. 그 이유를 한 독일군 고위 장교는 '그들은 단 한시라도 백인이 지배하는 나라에서 살고 있다는 사실을 잊어서는 안 되기 때문'이라고 했다. 이 가혹한 정치는 당시 독일 내에서도 논란이 되었다.

## 같이 보기
- 헤레로 전쟁
- 나마인